# Турция на летних Олимпийских играх 1952
Турция принимала участие в Летних Олимпийских играх 1952 года в Хельсинки (Финляндия) в седьмой раз за свою историю, и завоевала две золотые и одну бронзовую медали. Страну представлял 51 спортсмен (все — мужчины).

## Медалисты
| Медаль | Спортсмен     | Вид спорта | Дисциплина                               |
| ------ | ------------- | ---------- | ---------------------------------------- |
| Золото | Хасан Гемиджи | Борьба     | Мужчины, вольная борьба борьба, до 52 кг |
| Золото | Байрам Шит    | Борьба     | Мужчины, вольная борьба борьба, до 62 кг |
| Бронза | Адиль Атан    | Борьба     | Мужчины, вольная борьба борьба, до 87 кг |